# Josep Brengaret i Pujol
Josep Brengaret i Pujol   (Sant Jordi Desvalls, 18 de gener de 1913 - Barbastre, 13 d'agost de 1936) fou un religiós claretià. És venerat com a beat per l'Església Catòlica.
Va estudiar al col·legi claretià de Cervera. Després continuà la seva formació a Barbastre, Vic i Solsona. A l'inici de la Guerra civil espanyola, fou executat, juntament amb els seus companys de comunitat, per milicians anarquistes.
El 25 d'octubre de 1992 fou beatificat pel Papa Joan Pau II.